# Ferraz de Vasconcelos
Ferraz de Vasconcelos es un municipio brasileño del estado de São Paulo. Su población es de 168.897 habitantes (estimativas IBGE/2007) y su superficie de 30,071 km².
Sus límites son Itaquaquecetuba, Poá, Mauá, Ribeirão Pires, São Paulo y Suzano
El municipio cuenta con los servicios de la línea 11 de la Compañía Paulista de Trenes Metropolitanos.

## Historia
La historia de Ferraz de Vasconcelos comienza con el paso de los troperos por la ciudad, que en aquella época pertenecían al municipio de Mogi das Cruzes. Llevaban alimentos, leña y carbón vegetal de la región a São Paulo y otros venían de la capital del Imperio. Siguieron este camino que pasaba por el barrio Lajeado, en Guaianases, en el extremo oriente de la capital. De ahí el pueblo, originado en la parada de estos boyeros a orillas de un arroyo, que fue represado y pasó a ser conocido como Tanquinho.

## Habitantes ilustres
- Santiago Gomes - Poeta y editor de vídeo